# Tempietto di San Miserino
Il tempietto di San Miserino è un edificio religioso, attualmente in parte in rovina, nell'attuale comune di San Donaci, in provincia di Brindisi, in contrada Monticello, vicino al cosiddetto Limitone dei Greci.

## Descrizione
L'edificio è costituito da un ottagono inscritto in un quadrato di 7,65×7,30 m, con copertura a cupola. Quest'ultima è a sesto ribassato ed è realizzata con calcestruzzo. Lo spazio interno è formato da quattro nicchie semicircolari con calotte a tutto sesto sugli assi obliqui e due nicchie rettangolari sui lati nord ed est. Il pavimento conserva ancora in parte un mosaico a tessere scure con una cornice bianca. Le pareti conservano invece tracce a sfondo rosso di affreschi. I capitelli inoltre presentano decorazioni in stucco, con motivi in acanto spinoso, la cui datazione viene fissata al VI secolo. A questo impianto centrale si innesta un avancorpo diviso in tre navate coperte con volte a botte.
Per la forma e la tipologia di costruzione, gli studiosi ritengono che la funzione originaria dell'edificio fosse quella di un ninfeo o di un ambiente termale, annesso ad una villa rustica costruita in età tardo-romana. Lo farebbero anche pensare i mosaici, datati al II secolo dopo Cristo. Di età medioevale, sono invece gli affreschi ancora riconoscibili sulle pareti, elemento che dimostra come il Tempietto fosse stato successivamente convertito in chiesetta rurale.
Negli anni '70 ricognizioni archeologiche hanno messo in evidenza tracce di frequentazione del sito intorno alla costruzione, dal I al VI secolo dopo Cristo.
È da aggiungere che l'edificio si colloca lungo la via ad Lippium, ricordata in documenti notarili del 1100, la quale si distaccava dalla via Appia, diretta a Brindisi, in corrispondenza di Oria e, seguendo forse la delimitazione del cosiddetto "Limitone dei Greci", raggiungeva Lecce e da qui, tramite la via Traiana Calabra, Otranto. La via costituiva un importante asse di comunicazione della penisola salentina e lungo di essa, sono ancora presenti tracce di diversi edifici di epoca romana e successiva (Chiesa di San Pietro a Crepacore a Nord di Torre Santa Susanna, terme romane di Malvindi a Sud di Mesagne, reperti archeologici ritrovati presso la masseria "La Mea" a Cellino San Marco, chiesa di Santa Maria dell'Alto, in agro di Campi Salentina).